# Laurie Baker
Laurie Baker, född den 6 november 1976 i Concord, Massachusetts i USA, är en amerikansk ishockeyspelare.
Hon tog OS-silver i damernas ishockeyturnering i samband med de olympiska ishockeytävlingarna 2002 i Salt Lake City.